# Тя е Лей Лей
„Тя е Лей Лей“ (на английски: That Girl Lay Lay) е американски комедиен сериал, създаден от Дейвид Арнолд, който е излъчен премиерно по Nickelodeon на 23 септември 2021 г. В сериала участват Алая Хай, Габриел Нева Грийн, Тифани Даниелс, Томас Гибсън, Пейтън Перине III и Калиб Браун.

## Актьорски състав

### Главни герои
- Алая Хай – Лей Лей
- Габриел Нева Грийн – Сейди
- Тифани Даниелс – Триш, майката на Сейди
- Томас Хобсън – Брайс, бащата на Сейди
- Пейтън Перине III – Марки, брат на Сейди
- Калиб Браун – Джеръми (сезон 1), съученик на Сейди и Лей Лей
- Илайджа М. Купър – Кобо (сезон 2)

### Второстепенни роли
- Андреа Барбър – Директор Уилингъм
- Кенсингтън Толман – Тифани, популярното момиче в училище
- Ишмел Сахид – Уди
- Ана-Грейс Арнолд – Джиджи
- Шон Филип Гласгоу – Лъгнът
- Арчър Ватано – Скутс
- Грейдън Йосовиц – Грейдън Уондън

## Производство
На 18 март 2021 г. сериалът е поръчан от Nickelodeon за 13 епизода, в които участва Алая Хай, която е известна като Лей Лей. Сериалът е създаден от Дейвид Арнолд, който служи като шоурънър, и е продуциран от Will Packer Productions. Производството за сериала започва през лятото на 2021 г. Дейвид Арнолд, Уил Пакър, Каролин Нюман, Джон Бек и Рон Харт са изпълнителни продуценти. На 2 юли 2021 г. е обявено, че Габриел Грийн, Пейтън Перине III, Тифани Даниълс, Томас Хобсън и Калиб Браун се присъединяват към актьорския състав. На 26 август 2021 г. е обявено, че сериалът ще се излъчи премиерно на 23 септември 2021 г.
На 28 януари 2022 г. сериалът е подновен за втори сезон, който е излъчен премиерно на 14 юли 2022 г.

## Излъчване
Първият сезон е достъпен в стрийминг платформата Netflix от 21 януари 2022 г., а вторият е добавен на 23 февруари 2023 г.

## В България
В България сериалът започва излъчване на 27 февруари 2023 г. по локалната версия на Nickelodeon с нахсинхронен дублаж, записан в студио „Про Филмс“. На 21 март 2024 г. започва втори сезон с разписание всеки делник от 19:50.
| Роля              | Изпълнител            |
| ----------------- | --------------------- |
| Лей Лей           | Далия Георгиева       |
| Сейди             | Поля Иванова          |
| Триш              | Надежда Панайотова    |
| Брайс             | Виктор Иванов         |
| Марки             | Стефан Георгиев       |
| Джеръми           | Константин Димитров   |
| Директор Уилингъм | Нина Гавазова         |
| Тифани            | Малена Шишкова        |
| Джиджи            | Деа Майсторска        |
| Грейдън           | Веселин Симеонов      |
| DJ Робо Хед       | Весела Петрова        |
| Джо               | Георги Стоянов        |
| Гладис            | Диляна Спасова        |
| Маги              | Ева Ралякова          |
| Велма             | Евгения Ангелова      |
| Ким               | Елисавета Господинова |
| Бриа              | Ема Димитрова         |
| Бранди            | Жана Донева           |
| Дилън             | Петър Каменов         |
| Браун             | Петър Калчев          |
| Даниъл            | Симеон Дамянов        |
| Гайката           | Стоян Кукуванов       |
| Господин Пачър    | Явор Караиванов       |
| Четец надписи     | Марио Иванов          |